# Copelatus gardineri
Copelatus gardineri es una especie de escarabajo buceador del género Copelatus, de la subfamilia Copelatinae, en la familia Dytiscidae. Fue descrito por Hugh Scott en 1912.
Scott recolectó especímenes en Seychelles islas de Praslin, islas de Silhouette y Mahé.